# Arturo Daudén Ibáñez
Arturo Daudén Ibáñez (Cantavieja, Teruel, España, 9 de julio de 1964) es un ex árbitro de fútbol español. Perteneció al Colegio Aragonés de Árbitros. Es el séptimo colegiado que más partidos ha dirigido en la historia de la Primera División de España. Fue internacional entre 1998 y 2005.
En el ámbito profesional, Daudén Ibáñez es biólogo e imparte docencia sobre la materia. 

## Trayectoria
Nacido en Cantavieja, en la Provincia de Teruel, Daudén Ibáñez desarrolló su trayectoria arbitral como miembro del Colegio Aragonés de Árbitros. 
Tras dos campañas en la Segunda División de España, la temporada 1994/95, con 29 años, dio el salto a la máxima categoría. Su debut en Primera tuvo lugar el 4 de septiembre de 1994, en un partido entre SD Compostela y Real Sociedad.
A pesar de su juventud, rápidamente se destacó como uno de los árbitros españoles mejor valorados. En su primera temporada en Primera División logró el trofeo de la revista Don Balón como mejor árbitro del campeonato.
En su segunda temporada, la 1995/96, el Comité Técnico de Árbitros de la Federación Española le situó como tercer mejor colegiado de la Primera División, lo que le permitió debutar como internacional.
Fue un referente arbitral para el aquel entonces todavía joven árbitro Carlos Clos Gómez quien seguiría sus pasos y se convertiría en internacional dejando el techo arbitral aragonés en un nivel altísimo. 
Durante la temporada 2007/08 se convirtió en el tercer colegiado con más partidos en Primera, superando la histórica marca de 233 encuentros, establecida por Juan Gardeazabal 39 años antes.
Poco después de iniciarse la temporada 2008/09, en la que aspiraba a convertirse en el colegiado español con más partidos en Primera, fue apartado del arbitraje por no superar las pruebas físicas a causa de una lesión. No pudo volver a coger el silbato durante el resto de la temporada, al no superar tampoco las otras dos pruebas físicas realizadas en marzo y abril de 2009. Tras no superar este último test, anunció su retirada del arbitraje, aunque su edad le permitía seguir un año más en activo.
A lo largo de sus 15 temporadas en Primera División ha dirigido 244 partidos, retirándose como el segundo árbitro con más encuentros en la categoría, tras Zariquiegui Izco. Esta marca, no obstante, fue superada poco después por Enrique Mejuto González. Actualmente es el séptimo árbitro con más partidos arbitrados en Primera División. 
Así mismo, ha arbitrado 53 partidos de la Copa del Rey, entre ellos la final de 1998 -fue cuarto árbitro en la de 2000- y dos finales de la Supercopa de España, en 1997 y 2005.

### Internacional
Logró la escarapela FIFA en 1997 y debutó como internacional en la Eurocopa sub-16 disputada ese año. Posteriormente pitó en el Mundial sub-20 de 1999 y la Copa de África de 2002. 
A nivel de clubes, ha arbitrado 21 partidos de la Liga de Campeones de la UEFA, uno de la Recopa de Europa, 12 de la Copa de la UEFA y cuatro de la Copa Intertoto. Ha sido el cuarto árbitro en la final de la Liga de Campeones de la UEFA de 2005 -dirigida por Mejuto González- y las finales de la Copa de la UEFA de 1998 y 2000 -ambas dirigidas por López Nieto-.
En diciembre de 2005 perdió la escarapela FIFA, tras discrepancias con el Comité Técnico de Árbitros.

## Premios
- Premio Don Balón (1): 1995